# جایزه انجمن منتقدان فیلم سنت لوئیس برای بهترین بازیگر نقش مکمل مرد
جایزه انجمن منتقدان فیلم سنت لوئیس برای بهترین بازیگر نقش مکمل مرد (به انگلیسی: St. Louis Gateway Film Critics Association Award for Best Supporting Actor) یکی از جوایز سالانه است که توسط انجمن منتقدان فیلم سنت لوئیس اهدا می‌شود.

## برندگان

### دهه ۲۰۰۰
| سال  | نامزد               | فیلم                               | نقش          |
| ---- | ------------------- | ---------------------------------- | ------------ |
| ۲۰۰۴ | توماس هیدن چرچ      | راه‌های فرعی                        | جک کول       |
| ۲۰۰۵ | جرج کلونی           | سیریانا                            | باب بارنس    |
| ۲۰۰۶ | جایمن هانسو         | الماس خونین                        | سالامون وندی |
| ۲۰۰۷ | کیسی افلک           | قتل جسی جیمز به‌دست رابرت فورد بزدل | رابرت فورد   |
| ۲۰۰۸ | هیث لجر (پس از مرگ) | شوالیه تاریکی                      | جوکر         |
| ۲۰۰۹ | کریستف والتس        | حرامزاده‌های لعنتی                  | هانس لاندا   |

### دهه ۲۰۱۰
| سال  | نامزد            | فیلم                    | نقش             |
| ---- | ---------------- | ----------------------- | --------------- |
| ۲۰۱۰ | کریستین بیل      | مشت‌زن                   | دیکی اکلاند     |
| ۲۰۱۱ | آلبرت بروکس      | رانندگی                 | برنی رز         |
| ۲۰۱۲ | کریستف والتس     | جنگوی زنجیرگسسته        | دکتر کینگ شولتس |
| ۲۰۱۳ | جرد لتو          | باشگاه خریداران دالاس   | رایون           |
| ۲۰۱۴ | جی. کی. سیمونز   | ویپلش                   | تِرنس فلچر       |
| ۲۰۱۵ | سیلوستر استالونه | کرید                    | راکی بالبوآ     |
| ۲۰۱۶ | ماهرشالا علی     | مهتاب                   | خوآن            |
| ۲۰۱۷ | ریچارد جنکینز    | شکل آب                  | گیلز            |
| ۲۰۱۸ | ریچارد ئی. گرانت | هرگز می‌توانی مرا ببخشی؟ | جک هاک          |
| ۲۰۱۹ | برد پیت          | روزی روزگاری در هالیوود | کلیف بوث        |

### دهه ۲۰۲۰
| سال  | نامزد    | فیلم      | نقش |
| ---- | -------- | --------- | --- |
| ۲۰۲۰ | پال ریسی | صدای متال | جو  |